# جند حمص

سوریه و استان‌های آن در زمان خلافت عباسیان

جند حمص، بعد از اینکه سرزمین شام در زمان عمر بن خطاب تصرف شد، شام به چند بخش تقسیم شد که هر کدام آن را جند نام گرفت که جند حمص یکی از پنج جند تابع ولایت شام بود. چهار جند دیگر جند قنسرین، جند دمشق، جند اردن و جند فلسطین نام داشت.